# Гесбург
Гесбург (на нидерландски: Geesbrug) е село в североизточна Нидерландия, разположено близо до границата с Германия. Намира се в община Куворден, провинция Дренте. Населението му според преброяването през 2001 г. е 645 души.